# Диоцез Невады
Диоцез Невады (англ. Diocese of Nevada) — епархия в составе VIII церковной провинции Епископальной церкви в США. Диоцез основан в 1971 году на территории штата Невада. Включает 29 приходов. Численность регулярных прихожан составляет около 4 862 человека. В настоящее время епархией управляет епископ Элизабет Бонфорт-Гарднер. Главный храм епархии — Собор Святой Троицы в Рино.

## История
21 октября 1865 года на территории нового штата Невада Епископальная церковь учредила миссионерский округ Невады, в юрисдикции которого также находились некоторые участки соседних штатов Юта, Аризона и Нью-Мексико. В 1868 году название округа было изменено на миссионерский округ Невады и Аризоны. На Генеральной конвенции 1874 года юрисдикции вернули прежнее название — миссионерский округ Невады. В 1886 году название снова поменяли на миссионерский округ Невады и Юты. На Генеральной конвенции 1898 года был учреждён Миссионерский округ Солт-Лейк-Сити, в который включили территорию штата Невада. В 1907 году был восстановлен миссионерский округ Невады в границах одноименного штата. В епископальной миссии среди коренных американцев в Неваде во второй половине XIX — начале XX века важное значение имело участие женщин, диаконисс и миссионерок, трудами которых была преодолена враждебность местных пайютов к христианству. 
В 1971 года миссионерский округ получил статус отдельной епархии. Первый конгресс духовенства диоцеза Невады прошёл 14—17 апреля 1971 года в церкви Христа в городе Лас-Вегас. Первым главой новой кафедры был епископ Уэсли Френсдорф, который занимал её с 1972 по 1985 год. При нём диоцез вышел на ведущие позиции в Епископальной церкви по реализации концепции Полного служения, то есть «служения всех крещёных», в котором миряне и духовенство вместе управляли епархией. В 2001—2006 годах епископом Невады была Кэтрин Джеффертс Шори, которую на Генеральной конвенции 2006 года избрали примасом Епископальной церкви. Она стала первой женщиной — главой англиканской церкви. Действующий глава епархии, Элизабет Бонфорт-Гарднер была избрана епископом Невады 8 октября 2021 года и хиротонисана епископом Майклом Карри в церкви Христа в Лас-Вегасе 5 марта 2022 года.
В 2016 году кафедра диоцеза была установлена в соборе Святой Троицы в Рино. Епархия принимает активное участие в группах, деятельность которых направленна на сотрудничество с людьми разных вероисповеданий, таких как «Невадцы во имя общего блага», «Объединение духовенства и мирян за экономическую справедливость», «Альянс веры и справедливости штата Невада», «Школьные сообщества», «Все наши дети», «Хлеб для мира» и прочих, занимающихся благотворительностью и социальным служением.

## Территория
Юрисдикция диоцеза Невады совпадает с территорией штата Невада. Епархия включает 29 приходов.